# Municipalità locale di Imbabazane
La municipalità locale di Imbabazane (in inglese Imbabazane Local Municipality) è stata una municipalità locale del Sudafrica appartenente alla municipalità distrettuale di Uthukela, nella provincia di KwaZulu-Natal. In base al censimento del 2001 la sua popolazione era di 119.926 abitanti.
È stata soppressa nel 2016, quando si è fusa con la municipalità locale di Umtshezi per costituire la municipalità locale di Inkosi Langalibalele.
La sede amministrativa e legislativa era la città di Estcourt e il suo territorio si estendeva su una superficie di 827 km² ed era suddiviso in 12 circoscrizioni elettorali (wards). Il suo codice di distretto era KZN236.

## Geografia fisica

### Confini
La municipalità locale di Imbabazane confinava a nord e a ovest con quella di Okhahlamba, a est con quella di Umtshezi, a est e a sud con quella di Mpofana (Umgungundlovu), a sud con il District Management Areas KZDMA22 e a ovest con il District Management Areas KZDMA23.

### Città e comuni
- Abambo
- Amangwe
- Boshi
- Dlamini
- Draycott
- Estcourt
- Hlubi
- Imbabazane
- KwaDlamini
- KwaMankonjane
- Loskop
- Mabaso
- Mhlungwini
- Ndaba
- Ntabamhlope
- Rosedale
- Zwelisha

### Fiumi
- Kaalspruit
- Ncibidwana
- Njesuthi